# Nadym (Fluss)
Der Nadym (russisch Надым) ist ein 545 Kilometer langer Zufluss der Karasee in Westsibirien (Russland, Asien).

## Verlauf
Der Nadym entfließt dem in 105 m auf dem Sibirischen Landrücken (Sibirskije Uwaly) im Nordwesten des Westsibirischen Tieflandes gelegenen Numtosee. Der Fluss durchfließt das Tiefland zunächst nordöstlicher, dann nordwestlicher Richtung bis zu seiner Mündung in den Obbusen der Karasee, nur wenig östlich der Mündung des Ob. Oberhalb der Mündung hat der Fluss gemeinsam mit dem von Osten kommenden Großen Jarudei (Bolschoi Jarudei) und anderen Zuflüssen ein etwa 1500 km² großes Delta ausgebildet, das teilweise gezeiten- und windstauunterworfen ist.
Die bedeutendsten Nebenflüsse sind von links Linke Chetta (Lewaja Chetta, Länge 357 km), Cheigijacha (Longjugan) und Jarudei, sowie von rechts Simijegan, Tanlowa und Rechte Chetta (Prawaja Chetta).
Der Ursprung des Nadym liegt unmittelbar an der Grenze zum Autonomen Kreis der Chanten und Mansen; ansonsten durchfließt er auf seiner gesamten Länge das Territorium des Autonomen Kreises der Jamal-Nenzen.

## Hydrographie
Das Einzugsgebiet des Nadym umfasst 64.000 km², wovon 5.570 km² auf über 40.000 Seen entfallen, von denen allerdings nur fünf größer als 10 km² sind. Der Fluss ist in Mündungsnähe bis zu 400 Meter breit; die Fließgeschwindigkeit beträgt hier 0,1 m/s.
Die mittlere Wasserführung beträgt in Mündungsnähe 590 m³/s, bei der Stadt Nadym, 110 Kilometer oberhalb der Mündung und oberhalb des Deltas noch 458 m³/s bei einem Minimum von 136 m³/s im März und einem Maximum von 1682 m³/s im Juni.
Die Nadym friert zwischen Oktober und Ende Mai zu.

## Wirtschaft und Infrastruktur
Der Nadym ist auf den unteren 123 Kilometern, ab der nach ihm benannten Stadt Nadym schiffbar.
Im Einzugsgebiet liegt die große Erdgaslagerstätte Medweschje. Der Fluss selbst ist fischreich, beispielsweise an Peledmaränen.
Mit Ausnahme des Gebietes um die Stadt Nadym ist das durchflossene Territorium sehr dünn besiedelt. Ende der 1940er Jahre begann man mit dem Bau der Polarkreiseisenbahn, die den Fluss im Bereich der zu dieser Zeit noch nicht existierenden Stadt Nadym queren sollte. Die Brücke wurde nie errichtet, die in den 1950er Jahren unfertig gebliebene Strecke jedoch auf dem Abschnitt östlich des Nadym bis Anfang der 1980er Jahre für den Güterverkehr hergerichtet. Sie wurde bei der Siedlung Stary Nadym („Alt-Nadym“, heute Stadtteil des einige Kilometer von jenseitigen Ufer entfernt liegenden Nadym) gut sechs Kilometer flussabwärts von der ursprünglich geplanten Querung an den Fluss herangeführt.
Entlang des Nadym und seines Nebenflusses Linke Chetta erreicht eine von Belojarski kommende Straße die Stadt Nadym. Im September 2015 wurde der Autoteil einer 1,3 km langen Brücke für Auto- und Schienenverkehr über den Nadym eröffnet.
Südlich der Stadt Nadym wird der Fluss von einer Reihe von Pipelines gekreuzt, die von den nordwestsibirischen Erdgas- und Erdölfeldern in den europäischen Teil Russlands bzw. weiter nach Westeuropa führen (darunter Urengoi-Zentrum I und II, Urengoi–Uschhorod, Jamburg–Jelez I und II, „Progress“, Jamburg–Tula I und II, Jamburg–Powolschje).